# 카를로스 마르체나
카를로스 마르체나 로페스(스페인어: Carlos Marchena López, 1979년 7월 31일 ~ )는 스페인의 전 축구 선수이다. 주로 센터백으로 활약하지만 수비형 미드필더도 가능하다. 그리고 수비수임에도 공격적인 플레이에도 능하다.

## 클럽 경력
카를로스 마르체나는 스페인 안달루시아 지방 세비야 라스카베사스데산후안에서 태어났다. 카를로스 마르체나는 스페인 2부 리그에 속해있고 자신의 고향인 세비야에 위치한 세비야에서 프로생활을 18살의 나이에 시작하였다. 1999-2000 시즌 중, 1999년 8월 22일에 레알 소시에다드와의 2-2 홈경기를 풀타임을 뛰면서 스페인 1부 리그에 정식 데뷔하였다.
세비야가 시즌 막판에 다시 강등당하자, 그는 포르투갈 리가의 벤피카로 이적하였다. 그 뒤로는 뛰어한 활약을 펼치면서 발렌시아에 눈도장을 찍었다. 곧 그는 즐라트코 자호비치와 트레이드되면서 4년 계약을 맺었고, 마르체나는 한 시즌 동안 뛰면서 (16경기) 발렌시아의 30년 만의 첫 우승을 안겨주며 큰 인상을 남겼다.
2003-04 시즌, 마르체나는 로베르토 아얄라와 함께 발렌시아 CF의 수비에서 중추적인 역할을 담당하며 프리메라리가 우승과 UEFA컵 우승으로 팀의 역사적인 더블을 달성하였다. 그의 세련된 플레이에 스페인 축구 국가대표팀은 그를 UEFA 유로 2004 출전 명단에 포함시켰다.
클라우디오 라니에리 새 감독의 지휘하에 보낸 2005-06 시즌, 마르체나는 스페인 내 경기와 UEFA 챔피언스리그에서 분투하는 팀을 위한 플레이는 썩 좋지 않았다. 베르더 브레멘과 홈경기를 가진 UEFA 챔피언스리그 1라운드에서는 그가 경기 종료 직전에 진격 명령을 받았으나 팀은 경쟁에서 탈락하고 말았다. 그럼에도 불구하고 마르체나는 계속 발렌시아의 수비 역할을 담당하게 되었다.
2007년 3월 6일, 발렌시아는 인테르나치오날레와 UEFA 챔피언스리그에서 격돌하였다. 마르체나는 경기 후 팀 동료 다비드 나바로가 일으킨 난투극에 연루되어 버렸다. 마르체나는 여러 험한 말들을 주고받은 후에 니콜라스 부르디소를 걷어 찼다. 다비드 나바로가 니콜라스 부르디소의 코를 가격하자, 부르디소의 팀 동료들은 격분하여 나바로를 락커룸까지 쫓아가는 난투극을 벌였다.
결국, 나바로와 마르체나 및 사건에 연루된 몇몇 인테르나치오날레 선수들은 "스포츠맨십에 어긋나는 행위"로 UEFA의 수사 후 징계를 받았다. 발렌시아와 인테르 각각 106,000유로(약 1억 3천만원)의 벌금을 물었고, 마르체나는 4경기 출전 금지 처분을 받았고, 나바로는 7개월 출장 금지의 중징계를 받았다. 인테르에서 연루된 선수들은 마이콩과 부르디소로, 각각 6경기 출장 금지 징계를 받았다.
스페인이 우승한 UEFA 유로 2008이 끝난 후에, 그가 부상으로 새 시즌의 첫 두 달을 결장하였음에도 팀 동료들의 지지를 받아 발렌시아의 새 주장으로 선임되었다.
그리고 2010년 여름 이적시장에서 비야레알로 이적하였다. 그는 프로생활을 하는 동안 13장의 옐로 카드와 3장의 레드 카드를 받았다.
2012년 5월, 비야레알이 프리메라리가에서 강등권을 벗어나지 못하고 강등당하자 그는 데포르티보 라 코루냐로 이적하였다.

## 국가대표팀 경력
마르체나의 국가대표 경력은 사비 에르난데스, 이케르 카시야스 등과 함께 나이지리아에서 열린 1999 FIFA U-20 월드컵에서 스페인 U-20 팀이 우승을 하면서 시작되었다. 또한 그는 2000년 하계 올림픽에 스페인 올림픽 대표팀으로 스쿼드에 포함되었으며, 스페인 올림픽 대표팀은 은메달을 거머쥐게 되었다.
그의 성인 국가대표팀 경력은 2002년 8월 21일, 2002년 FIFA 월드컵 직후에 부다페스트에서 열린 헝가리의 전설적인 축구 선수 푸슈카시 페렌츠를 위한 친선 경기에 출전하며 시작하였다.
그 후, 마르체나는 수비 전력을 보강하려는 이냐키 사에스 감독의 움직임에 따라 마지막으로 UEFA 유로 2004에 출전하는 스페인 국가대표팀에 발탁되었다. 스페인이 대회에서 부진한 모습을 보이다가 결국 조별 예선에서 탈락하는 수모를 겪는 동안, 마르체나는 2개의 옐로 카드를 받았지만 2경기에 출전하여 선전하는 모습을 보여주었다.
마르체나는 2006년 FIFA 월드컵 스페인 국가 대표팀에도 발탁되었다. 하지만 별 활약이 없었고, 조별 예선 마지막 경기인 사우디아라비아와의 경기에서 유일하게 좋은 활약을 보여주었다. 루이스 아라고네스 감독의 부름에 따라 UEFA 유로 2008에도 출전하게 된 마르체나는 지속적으로 좋은 모습을 보여주었고, 유로 2008 지역 예선에서는 두드러진 활약을 펼쳤다. 카를레스 푸욜, 세르히오 라모스, 호안 캅데빌라 등과 함께 단단한 수비 진영을 갖추었고 5경기에서 2골만을 허용하는 좋은 활약을 펼쳤다.
비센테 델 보스케 신임 감독 밑에서 축구를 하게 된 마르체나는 푸욜과 짝을 지어 스페인의 수비라인을 굳건히 지켰다. 그는 2009년 FIFA 컨페더레이션스컵에 부름을 받았지만 첫 경기에는 결장했다.
현재 마르체나는 마지막으로 대표팀에서 뛰었던 2011년까지 국가대표팀 통산 69경기 출전에 2골을 기록했다.
| #  | 날짜            | 장소                              | 상대팀                | 점수  | 결과 | 대회 성격                    |
| -- | --------------- | --------------------------------- | --------------------- | ----- | ---- | ---------------------------- |
| 1. | 2005년 6월 8일  | 메스타야 경기장, 발렌시아, 스페인 | 보스니아 헤르체고비나 | 1 – 1 | 1–1  | 2006년 FIFA 월드컵 지역 예선 |
| 2. | 2007년 6월 26일 | 토움바 경기장, 테살로니키, 그리스 | 그리스                | 1 – 1 | 2–3  | 친선 경기                    |

## 경력
- 1999년 FIFA 세계 청소년 축구 선수권 대회 국가대표
- 2000년 하계 올림픽 축구 국가대표
- UEFA 유로 2004 국가대표
- 2006년 FIFA 월드컵 국가대표
- UEFA 유로 2008 국가대표
- 2009년 FIFA 컨페더레이션스컵 국가대표
- 2010년 FIFA 월드컵 국가대표

## 수상
발렌시아 
- 프리메라리가 : 2001-02, 2003-04
- 코파 델 레이 : 2007-08
- UEFA 컵 : 2003-04
- UEFA 슈퍼컵 : 2004

 스페인
- 1999년 FIFA 세계 청소년 축구 선수권 대회 우승
- 2000년 하계 올림픽 축구 은메달
- UEFA 유로 2008 우승
- 2009년 FIFA 컨페더레이션스컵 3위
- 2010년 FIFA 월드컵 우승

개인
- UEFA 유로 2008 베스트 팀